# Mille disgrazie e una fortuna
Mille disgrazie e una fortuna (His Majesty, Bunker Bean) è un film muto del 1925 diretto da Harry Beaumont.
È la seconda trasposizione cinematografica del romanzo Bunker Bean di Harry Leon Wilson dopo il His Majesty, Bunker Bean del 1918. Nel 1936, verrà rifatto con il titolo Bunker Bean, diretto da William Hamilton e da Edward Killy e interpretato da Lucille Ball.

## Trama
Bunker Bean è un timido impiegato innamorato della figlia del boss. Ovviamente, non osa farsi avanti. Un giorno, però, si reca da un medium, che lo convince che lui è l'incarnazione di Napoleone e di un faraone egiziano: un vero leader.
La cosa lo elettrizza: tutto ringalluzzito, quando torna in ufficio, comincia a sfornare un'idea dietro l'altra con piglio decisionale e pieno di entusiasmo. E la cosa si riflette sulla sua carriera, facendolo diventare ben presto un uomo di successo.
Ma, quando si tratta di conquistare la sua bella, Bunker si rende conto che non avrà bisogno di ricorrere all'idea di essere stato un grand'uomo in una supposta vita precedente. Basta essere sé stesso.

## Produzione
Il film fu prodotto dalla Warner Bros. Pictures.

## Distribuzione
Distribuito dalla Warner Bros. Pictures, il film uscì nelle sale cinematografiche statunitensi il 19 settembre dopo esser stato presentato in prima a New York il 14 settembre 1925 . In Italia venne distribuito nel 1927.